# Duopalatinus
Duopalatinus (Дуопалатінус) — рід риб родини Пласкоголові соми ряду сомоподібні. Має 2 види. Наукова назва походить від латинського слова duo, тобто «два», та palatum — «поверх рота».

## Опис
Загальна довжина представників цього роду коливається від 14 до 15 см. Голова велика, подовжена, дещо сплощена зверху, стиснута з боків. Очі середнього розміру, розташовані у верхній частині голови. Ніздрі доволі великі, розташовані на краю морди. Є 3 пари вусів, з яких пара верхньощелепних вусів найдовша. Рот доволі широкий, нижня щелепа довша за верхню. Тулуб подовжений, у передній частині масивний. Спинний плавець високий, з розгалуженими 5—6 променями. Жировий плавець невеличкий. Грудні плавці витягнуті. Черевні плавці значно поступаються останнім. Анальний плавець трохи подовжений або менший. Хвостовий плавець видовжений, з широкими лопатями, невеличкою виїмкою.
Забарвлення коричневе або блідо-кремове з різними відтінками.

## Спосіб життя
Біологія вивчена недостатньо. Це демерсальні риби. Віддають перевагу прісній воді. Зустрічаються у великих річках з піщаним ґрунтом. Активні вночі. Живляться дрібними водними безхребетними.

## Розповсюдження
Мешкає в басейні річок Амазонка, Ориноко та Сан-Франсиску.

## Види
- Duopalatinus emarginatus
- Duopalatinus peruanus